# Río Ibicuí-Mirim
El Ibicuí-Mirim es un río brasileño que atraviesa el estado de Río Grande del Sur. Desemboca en el río Ibicuy (al cual lo forma en su confluencia con el río Santa María), el cual desemboca a su vez en el río Uruguay, perteneciendo así a la Cuenca del Plata.